# 姉弟
姉弟（してい、あねと、きょうだい）とは、姉と弟のことである。平安時代には妹背・妹兄（いもせ）と呼ばれた。これは自分や周りからみて上が1人ないし2人以上の女であったり、下が1人ないし2人以上の男や真ん中に男がいる場合や3人以上の兄弟（女男女、男女男）の場合、上から見て上の女を姉と呼んだり、真ん中の男を弟と呼んだり、下から見て真ん中の女を姉と呼んだり、下の男を弟と呼んだりする時に多く用いられる。
なお、直系1親等である父親や母親がそれぞれの姉弟で異なる場合は、異父姉弟または異母姉弟という。

## 姉弟が題の作品
- 安寿と厨子王丸
- キクとイサム
- チャコとケンちゃん (1968年のテレビドラマ)
- スパイキッズ
- アダムス・ファミリー (1991年の映画)
- ちょっとしあわせ
- 時にはいっしょに
- 夏は秘密がいっぱい!
- 末っ子長男姉三人
- 危険なアネキ
- アルプス物語 わたしのアンネット
- 小野寺の弟・小野寺の姉
- ギルガメッシュ (漫画)
- お姉ちゃんが来た
- 僕の姉ちゃん
- バカ姉弟
- 姉弟ほど近く遠いものはない
- ツヨシしっかりしなさい

## 有名な姉弟
- 大伯皇女、大津皇子
- 北条政子、北条義時
- クレオパトラ7世、プトレマイオス13世